# Cuota creciente
El sistema de amortización es la manera en que alguien que recibe un préstamo debe devolver el capital prestado.
Existen varios sistemas de amortización (entre otros, el sistema francés, el creciente, el alemán, el americano, el italiano).
En el sistema de amortización de cuota creciente la devolución del capital se establece aplicando un incremento anual según una razón geométrica. 
El resultado es que la parte de capital a devolver aumenta a medida que se acerca el vencimiento o final natural de la operación. 
El sistema de amortización creciente puede combinarse tanto con un interés a tipo fijo como con un interés a tipo variable. Si el interés es a tipo variable entonces la cuota puede tener dos factores de aumento: primero el propio del sistema de amortización creciente y segundo si subiere el índice de referencia con el que se calcula el tipo variable.

## Presencia del sistema de cuota creciente a nivel mundial
El sistema de cuota creciente suele adaptarse a supuestos donde existe una expectativa de crecimiento de ingresos para el prestatario que tiene que devolver el préstamo.
El sistema de amortización de cuota creciente nació en los Estados Unidos de América a mitad de la década de 1970y progresivamente se fue estableciendo en préstamos a nivel europeo.
En los Estados Unidos de América, donde es habitual que los estudiantes universitarios acudan a solicitar financiación para afrontar el coste de las matrículas, el Gobierno Federal indica que si tus ingresos son actualmente bajos pero tienes una expectativa de que gradualmente puedan crecer, este es el sistema adecuado.
También en Estados Unidos se ha desarrollado un programa público específico para facilitar la adquisición financiada de una residencia mediante este sistema de amortización -se le conoce como "Graduated Payment Mortgage Program"-. Existen cinco programas distintos y el porcentaje de progresión oscila entre el 2% y el 7%.
En España el sistema de amortización de cuota creciente ha sido utilizado por las Administraciones Públicas autonómicas para promocionar y facilitar el acceso a la vivienda protegida, tanto en la modalidad de Viviendas de Protección Oficial como en la de Viviendas a Precio Concertado.
La Asociación de Consumidores y Usuarios Facua resume lo esencial del modelo de amortización de cuota creciente indicando que “La ventaja reside en pagar cuotas más asequibles a comienzo del préstamo, estas cuotas van aumentando considerablemente a lo largo de los años. El inconveniente es que ese incremento se sitúa en torno al 1% - 2% anual, a lo que deben añadirse las subidas que anualmente vaya registrando el Euríbor (u otro índice de referencia elegido). Esto supondría llegar a pagar unos 200 euros mensuales más que el año anterior (pág. 7, Estudio de Mercado préstamos hipotecarios, diciembre 2007)”.

## Características del sistema de Cuota Creciente en España
En el ámbito de préstamos hipotecarios a consumidores en España, el sistema francés es el más está presente, seguido del sistema de cuota creciente. Los sistemas alemán, italiano y americano son de aplicación muy escasa a consumidores. Por otro lado, en el ámbito de empresa, el método hamburgués suele aplicarse a pólizas de crédito.
El porcentaje de crecimiento que habitualmente se ha pactado en España con el sistema de amortización de cuota creciente ha estado situado entre un 1% y un 4%, si bien existe oferta inferior o superior.
Tras el sistema de amortización francés, que es el más extendido, es el segundo sistema de amortización más presente en la financiación a consumidores en préstamos con garantía hipotecaria para adquirir una residencia.
Conforme indica Facua, este sistema plantea que las cuotas iniciales a pagar sean más asequibles. Al principio la carga económica resulta menor y conforme avanza el contrato puede ser mayor, particularmente si el tipo de interés es variable y el índice de referencia (IRPH, Euribor) creciere. No obstante, esta característica ha sido objeto de crítica en los Juzgados.
Probablemente por su carácter progresivo, que permite afrontar mejor los pagos al inicio del contrato con la esperanza de que el cliente vaya aumentando su capacidad económica a lo largo de su vida laboral, ha sido seleccionado en muchas ocasiones por las Administraciones Públicas para definir la oferta de financiación a jóvenes y facilitar su acceso a la vivienda.

### El sistema de Cuota Creciente en las Administraciones Públicas
El sistema de amortización de cuota creciente ha sido utilizado por las Administraciones Públicas autonómicas para promocionar y facilitar el acceso a la vivienda protegida, tanto en la modalidad de Viviendas de Protección Oficial como en la de Viviendas a Precio Concertado.
Asimismo, en España sucesivos Planes de Vivienda públicos de carácter estatal también han incorporado consistentemente el sistema de amortización de cuota creciente a la oferta hipotecaria para promocionar la adquisición de vivienda protegida.
También ha sido una de las propuestas formuladas desde el ámbito de las Administraciones Públicas para permitir a consumidores que experimentan dificultades en el pago el afrontar cuotas más bajas, aunque suponen aumentar en el total de lo pagado una mayor cantidad de intereses.

### Polémica judicial con el sistema de Cuota Creciente
En España los préstamos hipotecarios con un sistema de cuota creciente con consumidores han sido objeto de demandas judiciales en la última década. Actualmente el debate en términos jurídicos ha obtenido claridad tras varias sentencias del Tribunal Supremo.
El Tribunal Supremo ha reiterado entre 2020 y 2023 que la cuota creciente no es un producto financiero complejo y que no tiene sentido exigir información sobre previsibles comportamientos de los índices de referencia o el coste comparativo de otros productos. La información que debe conocer el consumidor es la TAE y el resto de elementos que permiten conocer cómo se calculan las cuotas como el plazo, el número de cuotas, el sistema de amortización o el tipo de interés -si se fijo, variable o mixto-.

#### Argumentos en contra del sistema de cuota creciente
- El sistema de amortización más habitual es el francés.[17]

- Es un sistema que exige progresivamente un mayor esfuerzo económico al cliente.[18]

- Es un sistema complejo. Puede verse en todas las resoluciones judiciales que este es un argumento utilizado de manera constante para solicitar la declaración de falta de transparencia de la condición general que regula el sistema de amortización -aquí puede observarse un caso debatido en Valencia[19] o aquí otro discutido en Girona[20]-.

#### Argumentos a favor del sistema de cuota creciente
- No  es un sistema complejo que requiera unas explicaciones particulares. Es una conclusión que cabe extraer de cualquiera de las cinco sentencias del Tribunal Supremo hasta la fecha.[16]

- No existe un sistema de amortización más beneficioso o perjudicial que otro.[21] En palabras de la Audiencia Provincial de Barcelona “En sí mismo, tal sistema ni es beneficioso ni es perjudicial para el consumidor, ya que se trata simplemente de un método de cálculo que supondrá una cuota más baja al principio (si se toma como referencia el sistema fijo) y más alta hacia el final".

- Que no sea el sistema más frecuente, no es relevante para medir su transparencia. También es un argumento abordado por varias Audiencias Provinciales como la de Córdoba,[22] Baleares[23] o Barcelona[24] "Que no sea el más frecuente en la práctica no lo hace poco transparente o  perjudicial para el consumidor, sino que es un sistema que se puede adaptar     mejor que otros a las particulares circunstancias de consumidores con  esperanzas de que sus ingresos vayan mejorando progresivamente.”.

- Es un sistema que se adapta a quien tenga esperanza de que sus ingresos vayan mejorando,[25] como aborda la Audiencia Provincial de Santa Cruz de Tenerife.[26]

#### Conclusiones judiciales
El sistema de amortización de una financiación es un elemento esencial del contrato. Dentro de la Unión Europea los elementos que definen el objeto del contrato tienen que ser transparentes y, en su caso, no abusivos -para el caso de que no fuesen transparentes-.
Los Juzgados dentro de la Unión Europea examinan en estos casos si las condiciones generales que regulan el sistema de amortización son o no transparentes. En caso de que se declare judicialmente que no son transparentes, entonces el Juez evalúa a continuación si son abusivos o no.
Para realizar el análisis de transparencia los Juzgados se han centrado en estos casos en los siguientes aspectos: 1) qué lugar ocupa el sistema de amortización dentro del contrato (i.e. ¿está entre las primeras cláusulas?), 2) se resalta de alguna manera esta información (i.e. ¿está en mayúsculas, en negrita, o en ambas?), 3) quien contrata puede conocer la Tasa Anual Equivalente o TAE del contrato, el importe de la primera cuota, el número total de cuotas en que se divide la financiación, el plazo de amortización o duración del contrato, una mención al sistema de amortización, cuál es el tipo de interés (fijo o variable) y en caso de ser variable el índice de referencia y el diferencial.
Si de una valoración de estos elementos se concluye que el sistema de amortización está en la primera parte del contrato (entre la cláusula 1 y 4, que es donde se disponen las condiciones económicas, por lo general), se redacta de una manera que se resalte su presencia y se informan los elementos que permiten conocer cómo se calculan las cuotas (plazo, número de cuotas, sistema de amortización, tipo de interés), junto con la TAE, los juzgados en España vienen calificando que el sistema es transparente. Esta afirmación puede comprobarse en todas las sentencias citadas.